# Lake Erie Beach
Lake Erie Beach es un lugar designado por el censo ubicado en el condado de Erie en el estado estadounidense de Nueva York. En el año 2000 tenía una población de 4,499 habitantes y una densidad poblacional de 451 personas por km².

## Geografía
Lake Erie Beach se encuentra ubicado en las coordenadas 42°37′25″N 79°4′54″O / 42.62361, -79.08167.

## Demografía
Según la Oficina del Censo en 2000 los ingresos medios por hogar en la localidad eran de $36,603, y los ingresos medios por familia eran $39,841. Los hombres tenían unos ingresos medios de $35,949 frente a los $23,974 para las mujeres. La renta per cápita para la localidad era de $15,643. Alrededor del 8.1% de la población estaban por debajo del umbral de pobreza.